# キリスト教美術史
キリスト教美術史（キリストきょうびじゅつし）は、キリスト教文化における美術の歴史である。本項では、ローマ・カトリックやプロテスタント教会との関係の中での美術史を扱う。

## ルネッサンス期
イタリアではゴシック美術は発達しなかった。絵画は自然描写や客観的表現に重点が置かれた。
彫刻では、ドナテッロが「ダビデ」や「マグダラのマリヤ」のような表情豊かな人物像を作った。

## 宗教改革
1517年にマルティン・ルターにより始まった宗教改革によって、ドイツ人芸術家に影響を与えた。アルブレヒト・デューラーは1526年に、ニュルンベルクに「4人の使徒」と題する絵を贈った。しかし、デューラーの弟子の3人は信仰の問題で追放された。
マティアス・グリューネヴェルトは熱心なルター派の信者で、「イーゼンハイムの祭壇画」でキリスト像を描いた。晩年に彼が仕えた枢機卿のアルブレヒトは、1523年に自分の肖像画をエラスムスとして描かせた。これはルターを激怒させた。
ルターの友人のルーカス・クラナッハは1505年以降ザクセン候に仕えて、ルター派の重要な画家になり、多くのルターの肖像画を書いた。
カルヴァン派は、既存の壁画等が残されているカトリック教会堂を改修して用いて、礼拝に一体感を持たせた。
オランダの改革派の画家達は、プロテスタント美術の新しい方向性を示した。特に、レンブラント・ファン・レインの「福音書記者マタイと御使い」と「十字架を立てる」が有名で、レンブラントの信仰が反映されている。

## 反宗教改革
カトリック教会が宗教改革に対抗して運動を始めた。トリエント公会議をきっかけに、建築や絵画が重要な位置を占めるようになった。絢爛豪華で力強い教会堂を誇り、教義の重要性を激情的な絵画や彫刻で語った。
1506年に着工されたローマのサン・ピエトロ大聖堂はその事情を反映している。
ティツィアーノ・ヴェチェッリオの「聖母被昇天」には、カトリック絵画の特徴が現れている。
ミケランジェロ・ブオナローティの「メーディチ家礼拝堂」の彫刻、「最期の審判」の壁画などの作品は、当時の芸術に影響を与え、美術史上は大きな貢献であるが、ローマ・カトリックの主流ではなかった。